# Francesco Bertazzoli
Francesco Bertazzoli (Ca' di Lugo, 1º maggio 1754 – Roma, 7 aprile 1830) è stato un teologo, cardinale e poeta italiano.

## Biografia
Dopo studi di filosofia, nel 1777 fu ordinato sacerdote. Ben presto iniziò a insegnare come professore allo Studium domenicano della sua città. Grazie alla sua eccezionale cultura, sia sacra che profana, entrò a far parte dell'Arcadia e di altre accademie dello Stato Pontificio.
Nel 1799 Bertazzoli finanziò la partecipazione al conclave di Venezia del suo vescovo, Barnaba Chiaramonti che, avendo dato fondo a tutte le proprie risorse economiche per aiutare i sacerdoti francesi emigrati in Italia dopo la rivoluzione, era rimasto senza denaro. Il Chiaramonti ne uscì come Papa Pio VII. Il nuovo pontefice decise di portare Bertazzoli con sé a Roma e lo nominò arcivescovo titolare di Edessa ed Elemosiniere. Bertazzoli fu costantemente vicino al pontefice, che accompagnò anche a Parigi all'incoronazione imperiale di Napoleone (1804).
Rimase a Parigi fino a quando il Concordato con la Francia repubblicana glielo concesse. Arrestato dai francesi al Moncenisio, fu indotto a partecipare alla commissione cardinalizia che doveva approvare le nuove norme sulle nomine dei vescovi. La commissione si riunì a Savona, dove Pio VII fu prigioniero dal 1809 al 1814. Nominato da Napoleone vescovo di Piacenza alla fine del 1811, nel 1813 rappresentò la Santa Sede ai negoziati finali. Nelle trattative ebbe la meglio il vescovo di Nantes, Duvoisin, negoziatore per conto dell'imperatore, il quale vinse anche le resistenze di Pio VII nell'accettare il nuovo concordato di Fontainebleau.
Caduto Buonaparte, Bertazzoli raggiunse il pontefice a Savona, dove Pio VII entrò trionfalmente il 16 febbraio 1814. Dalla città ligure entrambi partono alla volta di Roma il 19 marzo. Il pontefice affidò a monsignor Bertazzoli molti incarichi e onori: fu presidente dell'Accademia di religione cattolica; elaborò, assieme al cardinale Bartolomeo Pacca, la riforma degli studi e delle università. Il Papa lo elevò al rango di cardinale nel concistoro del 10 maggio 1823 e divenne vescovo di Palestrina. Fu il primo lughese a diventare porporato. Nel conclave del 1823 sostenne il cardinale Annibale Sermattei della Genga, che fu eletto con il nome di Leone XII. Quando l'anno dopo il pontefice creò la Congregazione degli Studi scelse il cardinal Bertazzoli come prefetto. Dopo Leone XII fu al servizio di Pio VIII, eletto nel 1829.
Scrisse poesie e racconti.
Morì il 7 aprile 1830 all'età di 75 anni. Nel suo testamento stabilì un cospicuo lascito alla sua città, comprendente una generosa elargizione alla Collegiata e la donazione di una notevole quantità di opere letterarie, religiose e filosofiche.

## Genealogia episcopale e successione apostolica
La genealogia episcopale è:
- Cardinale Scipione Rebiba
- Cardinale Giulio Antonio Santori
- Cardinale Girolamo Bernerio, O.P.
- Arcivescovo Galeazzo Sanvitale
- Cardinale Ludovico Ludovisi
- Cardinale Luigi Caetani
- Cardinale Ulderico Carpegna
- Cardinale Paluzzo Paluzzi Altieri degli Albertoni
- Papa Benedetto XIII
- Papa Benedetto XIV
- Papa Clemente XIII
- Cardinale Enrico Benedetto Stuart
- Cardinale Francesco Bertazzoli

La successione apostolica è:
- Vescovo Giuseppe Perugini, O.E.S.A. (1823)
- Arcivescovo Pietro Consiglio (1824)
- Vescovo Giovanni Corcione (1824)
- Vescovo Felice Greco (1824)
- Vescovo Emanuele Maria Bellorado, O.P. (1824)
- Vescovo Giuseppe Saverio Poli (1824)
- Vescovo Francesco Saverio d'Urso, O.M. (1824)
- Vescovo Bonaventura Zabberoni, O.F.M.Conv. (1825)
- Cardinale Giovanni Soglia Ceroni (1826)
- Vescovo Gabriele Barissich Bosniese, O.F.M.Obs. (1826)
- Vescovo Gennaro de Rubertis (1827)
- Arcivescovo Stefano Scerra (1827)
- Cardinale Placido Maria Tadini, O.C.D. (1829)

## Opere

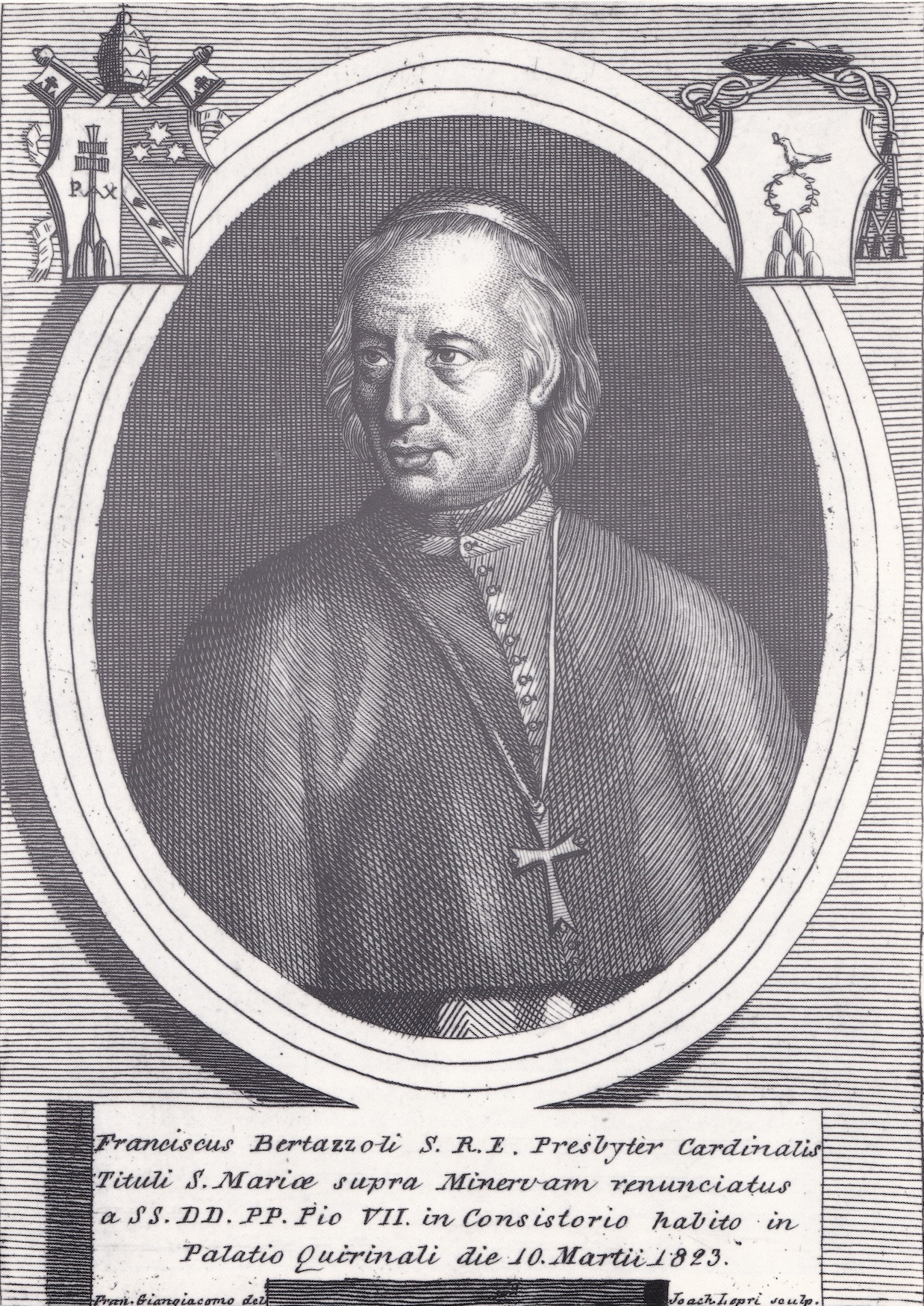
Cardinal Bertazzoli: ritratto e stemma ufficiale (in alto a destra)

- Proposizioni di matematica e geometria dedicate alla beatissima Vergine del Buon Consiglio dal suo servo Francesco Bartazzoli ..., Faenza, Stamperia del Benedetti, 1772.
- Lettere varie del canonico Francesco Bertazzoli e di Francesco Albergati Capacelli, Parma, presso i fratelli Borsi, 1793.
- Dissertazione del cittadino Francesco dottor Bertazzoli di Lugo diretta a confutare [...] alcune proposizioni esposte dal cittad. Giuseppe Compagnoni..., Lugo, presso Giovanni Melandri, 1798.
- Il mattino della donna cristiana. Canto del signor canonico Francesco dottor Bertazzoli di Lugo, Lugo, presso Giovanni Melandri, 1800.
- La sublimità dei dogmi da Gesù Cristo insegnati, lo dimostrano il vero Messia, e vero Dio...,  Roma, presso il Salomoni, 1803.
- Elogio di Monsignor Domenico Coppola arcivescovo di Mira, ... composto da monsignor Francesco Bertazzoli..., Roma, Stamperia dell'Accademia, 1809?
- Omelia sulla Risurrezione del nostro salvator Gesù Cristo..., Imola, Tipografia comunale per Gianbenedetto Filippini, 1810?